# IV (Godsmack)
IV è il quarto album in studio della band Godsmack, pubblicato nel 2006.

## Tracce
1. Livin' in Sin – 4:39 (Erna, Tony Rombola, Robbie Merrill, Shannon Larkin)
2. Speak (dialogue by John Kosco of Dropbox) – 3:57 (Erna, Rombola, Merrill, Larkin)
3. The Enemy – 4:07
4. Shine Down – 5:01
5. Hollow (featuring Lisa Guyer) – 4:32 (Erna, Rombola)
6. No Rest for the Wicked – 4:37
7. Bleeding Me – 3:37
8. Voodoo Too – 5:26 (Erna, Rombola, Merrill, Larkin)
9. Temptation – 4:06
10. Mama – 5:14
11. One Rainy Day Template:Small – 16:39 (Erna, Rombola, Merrill, Larkin)